# Pseudoboodon
Genre
Pseudoboodon est un genre de serpents de la famille des Lamprophiidae. 

## Répartition
Les espèces de ce genre se rencontrent en Afrique.

## Liste d'espèces
Selon The Reptile Database (14 déc. 2011) :
- Pseudoboodon boehmei Rasmussen & Largen, 1992
- Pseudoboodon gascae Peracca, 1897
- Pseudoboodon lemniscatus (Duméril, Bibron & Duméril, 1854)
- Pseudoboodon sandfordorum Spawls, 2004

## Publication originale
- Peracca, 1897 : Intorno ad alcuni Ofidii raccolti a Maldi (Eritrea) dal Capitano A. Gasca. Bollettino dei Musei di Zoologia e di Anatomia Comparata della R. Università di Torino, vol. 12, n. 273, p. 1-3 (texte intégral).